# ゲオルグリー・ザンタラヤ
ゲオルグリー・ザンタラヤまたは、ゲオルギー・ザンタラヤ（ラテン語: Georgii Zantaraia、1987年10月21日 - ）は、ウクライナの男子柔道家。グルジア（現・ジョージア）のアブハジア・ガリ出身。

## 来歴
グルジアで生まれるが、アブハジア紛争の影響で5歳の時にウクライナのキエフに移住した。柔道は10歳の時に学校で始めた。
2009年の世界選手権では決勝で日本の平岡拓晃を破って優勝した。翌年2010年の世界選手権では決勝でウズベキスタンのリショド・ソビロフに敗れて2位にとどまった。2011年の世界選手権では3位だった。2012年7月のロンドンオリンピックでは初戦で敗れた。2013年から66kg級に階級を上げた。世界選手権では3位となり、2階級でメダルを獲得することになった。2014年の世界選手権では準々決勝で日本の海老沼匡に敗れるが、その後の3位決定戦で同じ日本の高市賢悟を破って前年に続いて3位となった。2016年のリオデジャネイロオリンピックでは初戦で敗れた。2017年のヨーロッパ選手権では優勝した。2018年の世界選手権では準々決勝で日本の阿部一二三に敗れたが3位になった。2019年のヨーロッパ競技大会では優勝した。2021年7月に日本武道館で開催された東京オリンピックでは初戦でスペインのアルベルト・ガイテロ＝マルティンに反則勝ちして3度目のオリンピックで初勝利を飾ったものの、3回戦で敗退した。その後引退を表明すると、自身の開設した道場で後進の指導にあたることになった。
体操選手のような軽業的動作を畳の上でよく見せるなど、オーソドックスとは言えないその独特の柔道スタイルのため、レスリングやサンボの影響を受けたともみなされているが、柔道以外のスポーツに取り組んだことは一切ないという。基本技術を習得した上で独自の技術を編み出すことに努めた結果、この柔道スタイルになったと語っている。また、日本の柔道スタイルが好みだともいわれている。

## 主な戦績
60kg級での戦績
- 2003年 - ヨーロッパユースオリンピックフェスティバル　優勝(55k級)
- 2005年　- 韓国国際　3位
- 2006年　- オーストリア国際　2位
- 2006年 - ヨーロッパジュニア　優勝
- 2007年　- ベルギー国際　2位
- 2007年 - ハンガリー国際　2位
- 2007年 - オランダ国際　3位
- 2007年 - ヨーロッパジュニア　3位
- 2008年 - フランス国際　3位
- 2008年 - オーストリア国際　3位
- 2008年 - チェコ国際　2位
- 2008年 - ロシア国際　5位
- 2008年 - U23ヨーロッパ柔道選手権大会　3位
- 2009年　- ワールドカップ・ワルシャワ　3位
- 2009年 - ヨーロッパ選手権　2位
- 2009年 - 世界選手権　優勝
- 2009年 - グランプリ・アブダビ　優勝
- 2010年 - ワールドマスターズ　5位
- 2010年 - グランプリ・デュッセルドルフ　優勝
- 2010年 - ヨーロッパ選手権　7位
- 2010年 - 世界選手権　2位
- 2010年 - グランプリ・アブダビ　5位
- 2011年 - グランドスラム・パリ　3位
- 2011年 - グランプリ・デュッセルドルフ　5位
- 2011年 - ヨーロッパ選手権　個人戦　優勝　団体戦　優勝
- 2011年 - グランプリ・バクー　3位
- 2011年 - 世界選手権　3位
- 2011年 - グランプリ・青島　優勝
- 2012年 - ヨーロッパ選手権　5位

66kg級での戦績
- 2013年 - ヨーロッパオープン・ワルシャワ　優勝
- 2013年 - グランプリ・サムスン　優勝
- 2013年 - ヨーロッパ選手権　3位
- 2013年 - 世界選手権　3位
- 2013年 - グランプリ・チェジュ　3位
- 2014年 - 世界選手権　3位
- 2015年 - グランプリ・トビリシ　3位
- 2015年 - グランプリ・ザグレブ　優勝
- 2015年 - ワールドマスターズ　優勝
- 2015年 - ヨーロッパ競技大会　　団体戦　3位
- 2015年 - グランドスラム・パリ　2位
- 2016年 - ヨーロッパオープン・マドリード　優勝
- 2017年 - ヨーロッパ選手権　優勝
- 2017年 - グランプリ・フフホト　2位
- 2017年 - 世界選手権　5位
- 2018年 -　グランドスラム・デュッセルドルフ　2位
- 2018年 -　グランプリ・ザグレブ　2位
- 2018年 -　世界選手権　3位
- 2019年 - グランドスラム・パリ　3位
- 2019年 - ヨーロッパ競技大会　優勝
- 2020年 -　グランドスラム・パリ　3位

(出典、JudoInside.com)。